# Alois J. Beuren
Alois Josef Beuren (* 8. August 1919 in Düsseldorf; † 1. Juli 1984) war ein deutscher Pädiater und Hochschullehrer.

## Leben
Nach seiner Schulzeit im Rheinland und in Bayern wurde Alois J. Beuren zum Militärdienst eingezogen und absolvierte in dieser Zeit sein medizinisches Studium; überwiegend an der Ludwig-Maximilians-Universität München. Im Jahr 1956 zog Beuren in die Vereinigten Staaten und war dort an verschiedenen Kliniken, unter anderem am Johns Hopkins Hospital, tätig. 1959 kehrte Beuren nach Deutschland zurück und arbeitete ab Oktober 1959 an der Universitäts-Kinderklinik in Göttingen. Dort war er am Aufbau der pädiatrisch-kardiologischen Abteilung beteiligt. Zur gleichen Zeit intensivierte er seine wissenschaftliche Tätigkeit. 1960 erhielt Beuren die venia legendi und wurde 1962 zum Extraordinarius und wenig später zum ordentlichen Professor ernannt.
Beuren hat 1962 im Anschluss an den im neuseeländischen Auckland wirkenden britischen Kardiologen J. C. P. Williams als erster im europäischen Raum das Syndrom der supravalvulären Aortenstenose beschrieben, weitere Merkmale des Krankheitsbildes entdeckt und auf den Zusammenhang mit dem Vitamin-D-Stoffwechsel aufmerksam gemacht. (Williams-Beuren-Syndrom)

## Schriften (Auswahl)
- Die selektive Angiokardiographie. Diagnose und Therapie der Herzinsuffizienz im Säuglings- und Kindesalter, C. F. Boehringer, Mannheim-Waldhof 1964.
- Die angiokardiographische Darstellung kongenitaler Herzfehler. Ein Atlas, de Gruyter, Berlin 1966.